# Żyła kręgowa
Żyła kręgowa (łac. vena vertebralis) – w anatomii człowieka żyła należąca do grupy głębokich żył głowy i szyi. Powstaje na kości potylicznej, wychodząc ze splotu żylnego podpotylicznego (położonego w trójkącie podpotylicznym). Zwykle występuje podwójnie, w swoim przebiegu towarzysząc tętnicy kręgowej i często oplatając ją splotem drobnych naczyń, razem z nią przechodząc przez kanał tworzony przez otwory wyrostków poprzecznych kręgów szyjnych. Poniżej poziomu szóstego kręgu szyjnego żyły kręgowe łączą się w jeden pień, wychodzący z kręgosłupa przez otwór wyrostka poprzecznego siódmego kręgu szyjnego. Wpada do początkowego odcinka żyły ramienno-głowowej lub do żyły podobojczykowej samodzielnie lub wspólnym pniem z żyłą szyjną głęboką, z którą często się łączy na poziomie pierwszego kręgu piersiowego. Jej dopływami są gałęzie rdzeniowe (rami spinales) wychodzące z kanału kręgowego przez otwory międzykręgowe i łączące ją ze splotami żylnymi kręgowymi wewnętrznymi, gałęzie mięśniowe (rami musculares) z najgłębszej warstwy mięśni karku, łączące ją ze splotami żylnym kręgowymi zewnętrznymi i żyła kręgowa przednia. Ściany żyły kręgowej są stale umocowane do kanału wyrostków poprzecznych, dzięki czemu jej światło jest stale otwarte. Przy jej ujściu występują zastawki. Nie ma stałych połączeń z układem naczyń żylnych wewnątrzczaszkowych, niekiedy tylko żyła wypustowa kłykciowa może ją łączyć z zatoką esowatą.